# Jeremy Van Horebeek
Jeremy Van Horebeek (Eigenbrakel, 28 november 1989) is een Belgisch voormalig motorcrosser.

## Levensloop
Zijn eerste volledig seizoen op internationaal niveau was 2007. Hij werd toen zestiende in het wereldkampioenschap in de MX2-klasse en Belgisch kampioen in die klasse. In 2009 won hij zijn eerste en enige GP in deze klasse, de GP van Catalonië die in Bellpuig werd verreden. Van Horebeek reed tot 2013 in de MX2-klasse voor KTM, behalve in 2010 toen hij voor Kawasaki reed. Zijn beste resultaat was de derde plaats in het eindklassement van het wereldkampioenschap van 2012, na zijn teamgenoot Jeffrey Herlings (Nederland) en Tommy Searle (Groot-Brittannië).
In 2013 maakt Van Horebeek de overstap naar de MX1-klasse (vanaf 2014 de MXGP genaamd), de "koningsklasse" in de motorcross. Hij reed dit seizoen bij het Kawasaki Racing Team. Hij reed een knap seizoen, waarin hij enkele reekspodiums wist te behalen en op een knappe 7de plaats eindigde in het eindklassement. In 2014 reed hij bij het "Yamaha Factory Racing Team". Op 9 maart, tijdens de GP van Thailand, behaalde Van Horebeek zijn eerste podium ooit in de MXGP. Hij reed zowel in de kwalificaties op zaterdag, als in beide reeksen op zondag naar de derde plaats. Hierdoor werd hij ook derde in het dagklassement achter Antonio Cairoli en Clément Desalle. In dit seizoen behaalde hij ook zijn tweede GP overwinning, de eerste in deze klasse. In Loket werd d GP van Tsjechië gewonnen. In 2014 behaalde hij ook zijn beste eindklassering, hij werd tweede achter de zesvoudig wereldkampioen in deze klasse, de Italiaan Cairoli. Tevens werd hij bij de start van het seizoen 2014 voor het eerst in zijn carrière Italiaans MX1 kampioen.
In 2018 verliet Van Horebeek het team "Yamaha Factory Racing Team" en had hij nog geen uitzicht naar een verder team. Echter begin 2019 maakte hij bekend vanaf 2019 in de MXGP-klasse te starten met het Franse Team SR Honda Motoblouz.
Van Horebeek werd acht keer geselecteerd voor het Belgisch team voor de Motorcross der Naties. In 2007 was hij vervanger van de gekwetste Kevin Strijbos. Van Horebeek, Ken De Dycker en Steve Ramon eindigden deze editie als derde. Ook in 2008 werd hij derde met weer De Dycker en Ramon als teamgenoten. Tweede plaatsen werden behaald in 2010 (met Steve Ramon en Clément Desalle) en in 2012 (met Desalle en De Dycker). Tijdens deze editie die in Lommel werd verreden werd hij tiende in zijn eerste reeks maar moest met pech opgeven in zijn tweede reeks. Hij werd winnaar van de editie van 2013, hierbij reed hij in de MX2-klasse en behaalde 2x de 7de plaats in zijn reeksen. Zijn teamgenoten waren Desalle (MX Open, viel uit in de laatste reeks) en De Dycker (MX1, met een knappe 2de plaats in de laatste reeks). In de editie's van 2014 (samen met Julien Lieber en Strijbos) en 2015 (met De Dycker en Lieber) werden ze weer tweede. De editie van 2016, die samen met Brent Van Doninck en Strijbos werd verreden, werd weer als derde afgesloten.
Hij was ook geselecteerd voor het team van 2011, maar moest afzeggen vanwege een schouderblessure. Hij werd toen vervangen door Marvin Van Daele.

## Palmares
| 1           | 17-05-2009 | Spanje   | Bellpuig |
| MXGP-klasse |            |          |          |
| 2           | 27-07-2014 | Tsjechië | Loket    |

### Eindklasseringen
- 2007: 16e in MX2-klasse
- 2008: 8e in MX2-klasse
- 2009: 11e in MX2-klasse
- 2010: 9e in MX2-klasse
- 2011: 17e in MX2-klasse
- 2012: 3e in MX2-klasse
- 2013: 7e in MX1-klasse
- 2014: 2e in MXGP-klasse
- 2015: 5e in MXGP-klasse
- 2016: 6e in MXGP-klasse
- 2017: 7e in MXGP-klasse
- 2018: 9e in MXGP-klasse
- 2019: 8e in MXGP-klasse
- 2020: 8e in MXGP-klasse
- 2021: 13e in MXGP-klasse
- 2022: 13e in MXGP-klasse

## Teams
- 2007-2010: KTM (MX2)
- 2010: Kawasaki (MX2)
- 2011-2013: KTM (MX2)
- 2013: Kawasaki (MX1)
- 2014-2018: Yamaha Factory Racing Team (MX1)
- 2019-2020 : Team SR Honda Motoblouz (MXGP)
- 2021-2022: Factory Beta SDM Corse (MXGP)